# Paseo del Pintor Rosales
El paseo del Pintor Rosales (popularmente Rosales), es una vía urbana de Madrid que va desde la calle de Ferraz al paseo de Moret.  Trazada como un mirador a lo largo de la cornisa que bordea la antigua montaña del Príncipe Pío (entre la plaza de España y el barrio de Arguelles), está dedicada a Eduardo Rosales, director nominal de la Academia de España en Roma. En su recorrido de 1,2 km, se encuentran varios accesos al jardín del templo de Debod y al Parque del Oeste, así como el emplazamiento de salida del teleférico de Madrid. 
En 2014 fue listada como una de las diez calles más caras de España con 5450 euros el metro cuadrado, por detrás de otras calles madrileñas como Velázquez, Ortega y Gasset, Serrano y Almagro. En esta vía madrileña viven o han vivido famosos como el cineasta Pedro Almodóvar, la actriz Carmen Sevilla o el torero Enrique Ponce.

## Historia
En su origen este paseo estuvo formado por dos calles, llamadas A y B; la primera pasó a denominarse calle de la Rampa y la segunda, calle del Madroño que en 1875 fue renombrada de nuevo como «calle Rosales» (nombre que en 1877 también se extendió a la antigua calle A o de la Rampa), hasta que en 1941 todo el trazado se renombró como Paseo del pintor Rosales.
Hacia 1890 estuvo instalado –a la altura del actual número n.º 38– el Lavadero de Argüelles que se comunicaba en su parte posterior con la calle de Ferraz.
En el inicio de la calle estuvo la fachada norte del cuartel de la Montaña, con el acceso a la llamada Escolta Real y los pabellones de Infantería. El conjunto fue prácticamente destruido en la guerra civil española durante la defensa de Madrid.
Desde comienzos del siglo xx, el paseo comenzó a poblarse de «aristocráticas viviendas», que entre sus más ilustres vecinos tuvieron al escultor Victorio Macho que en el número 64 vivió y trabajó en su casa y estudio hasta 1936. El pintor Francisco Pradilla fue otro de los artistas que vivieron en este «magnífico belvedere». Rosales se hizo muy popular en Madrid por sus terrazas, en la acera orientada a Poniente, sobre el parque del Oeste y con vistas a la Casa de Campo y las panorámicas más velazqueñas de la sierra del Guadarrama. Además de algunas fuentes ornamentales puede mencionarse el Monumento a Eduardo Rosales, obra de Mateo Inurria, que antes estuvo en el paseo de Recoletos.

### ElMagic-Parky elSaturno Park
A las nueve de la noche del sábado 14 de junio de 1913, se inauguró en los terrenos que bordeaban por el lado de poniente el paseo de Rosales, el que durante un lustro sería el «parque de recreos más grandioso y elegantísimo de Madrid: el Magic-Park». Entre sus principales atracciones, estaban: la popular “plataforma de la risa” (un espacio circular que al girar desafiaba el equilibrio del atrevido público que había subido en ella); “El laberinto chino”, un auténtico laberinto en el que al parecer era más fácil entrar que salir; “La debacle”, una caseta-exposición que siguiendo el primitivo sistema del «pim, pam, pum» ponía a disposición de los tiradores una serie de cacharros de loza y barro; además de otros entretenimientos e instalaciones, como una pista de patinaje y una montaña rusa. También se ofrecían en el Magic-Park conciertos con cuatro funciones o pases diarios, que interpretaba una banda de veinte instrumentistas. El recinto disponía además de pastelería, cervecería y restaurante. El tique o boleto de entrada era de 15 céntimos de peseta, con derecho a una atracción y entrada libre al teatro-cine al aire libre. El Magic-Park tenía dos accesos, uno en el n.º 35 de Ferraz, y otro en el mismo paseo de Rosales, con fachada lateral en la calle del Buen Suceso. Dado que en aquellos tiempos la zona estaba lejos del centro de la ciudad, se instaló un servicio de tranvías cubierto por la Compañía de Tranvías del Este de Madrid, que incluía el llamado «cangrejo de Argüelles» (tranvía eléctrico de color rojo). Pensado como parque estival, el Magic-Park desapareció en 1918.
Un año después, el recinto abandonado «del arbolado solar» le sirvió al empresario Antonio Bargués para la creación de un nuevo parque de recreo, el Saturno Park, diseñado por Salvador Alarma Tasta. Fue inaugurado el 25 de julio de 1919, con entradas por Rosales (a través de una pretenciosa puerta dorada enmarcada por bombillas, a la altura del antiguo número 26 –luego n.º 38–) y, asimismo por Ferraz, a la altura del n.º 33). 
Una de las innovaciones de diseño fue la gran escalinata que salvaba la pronunciada pendiente de todo ese costado del paseo, sobre la que se construyó el nuevo restaurante. Y donde antes estuvo el teatro de verano del Magic-Park se montó una réplica del «Titanic», que podía visitarse y «en cuyo interior se podía sentir la impresión del movimiento marítimo». Rodeando el falso trasatlántico, se puso en funcionamiento una pequeña locomotora de vapor que servía para desplazarse por parte del parque. No duró sin embargo mucho el nuevo negocio festivo, que a partir de junio de 1924, se convirtió en el Cine Park, propiedad de la empresa Segarra, mientras en la misma zona se hacía popular un nuevo parque de verano, el Ideal Rosales en el número 24 del paseo.

## Edificios y monumentos
En el n.º 10 se conserva un edificio de viviendas proyectado por Secundino de Zuazo Ugalde en 1954. Otro edificio de la misma autoría y factura se halla en el n.º 32. En los números 26 y 28, esquina con la calle de Quintana se encuentran los edificios de viviendas para la Compañía Inmobiliaria Layetana, obra del arquitecto racionalista Casto Fernández-Shaw Iturralde, construidos entre 1947 y 1950. Resulta llamativo el atrio de acceso a los edificios de la calle de Quintana a partir de una pérgola adintelada.
En el n.º 58 se encuentra la Casa de Valencia, institución cultural inaugurada en 1975. Más adelante, en el n.º 62 –y ocupando toda una manzana– se extiende el Colegio de San Dionisio del Sagrado Corazón de Jesús, construido en 1930 con diseños del arquitecto Manuel de Cárdenas Pastor. Anteriormente esta escuela estuvo en el último tramo de la Gran Vía madrileña.
Anexos al Parque del Oeste se encuentran varios monumentos, como el ya mencionado a Eduardo Rosales o el dedicado a la infanta Isabel de Borbón, entre otros.

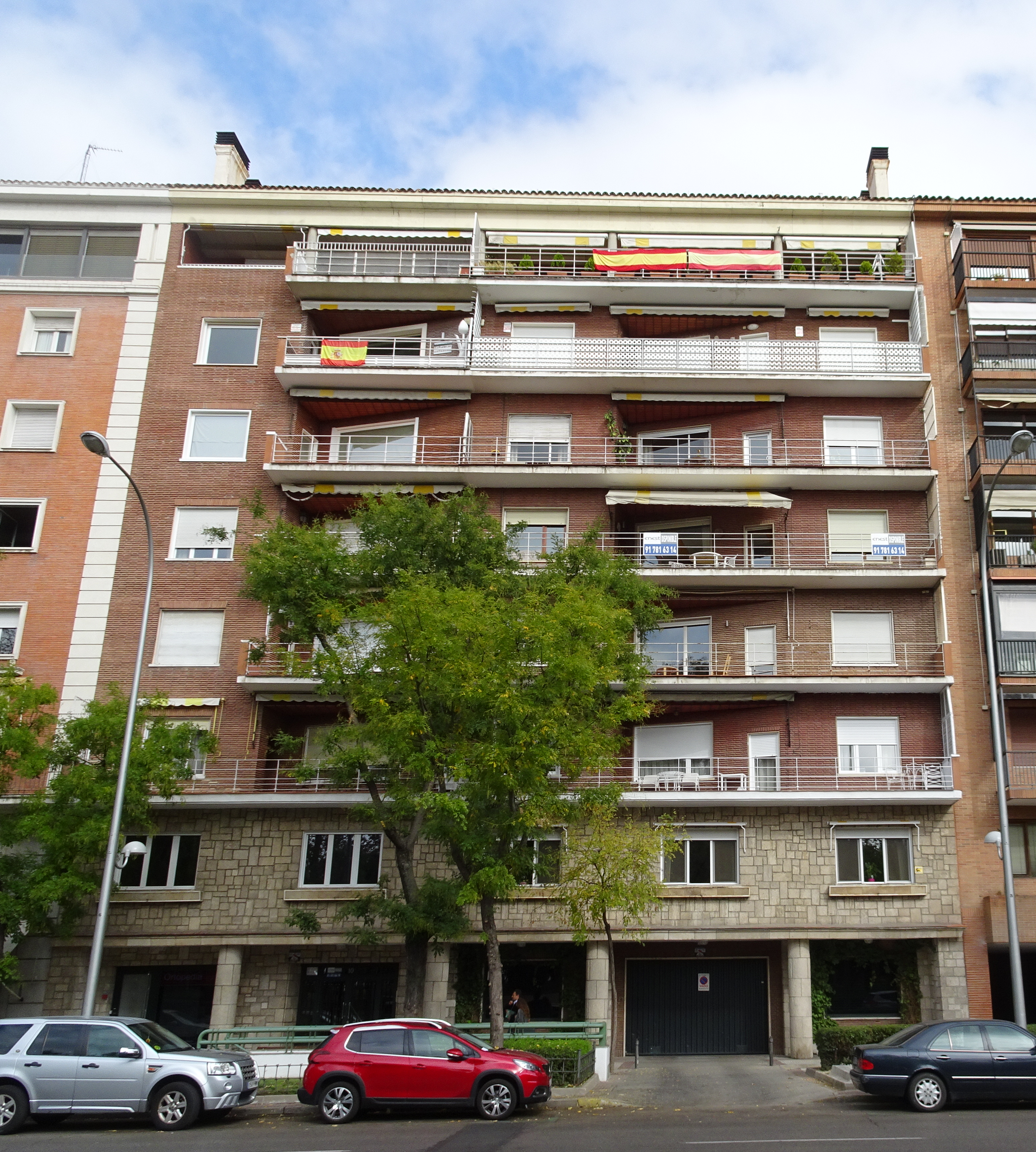
En el n.º 10
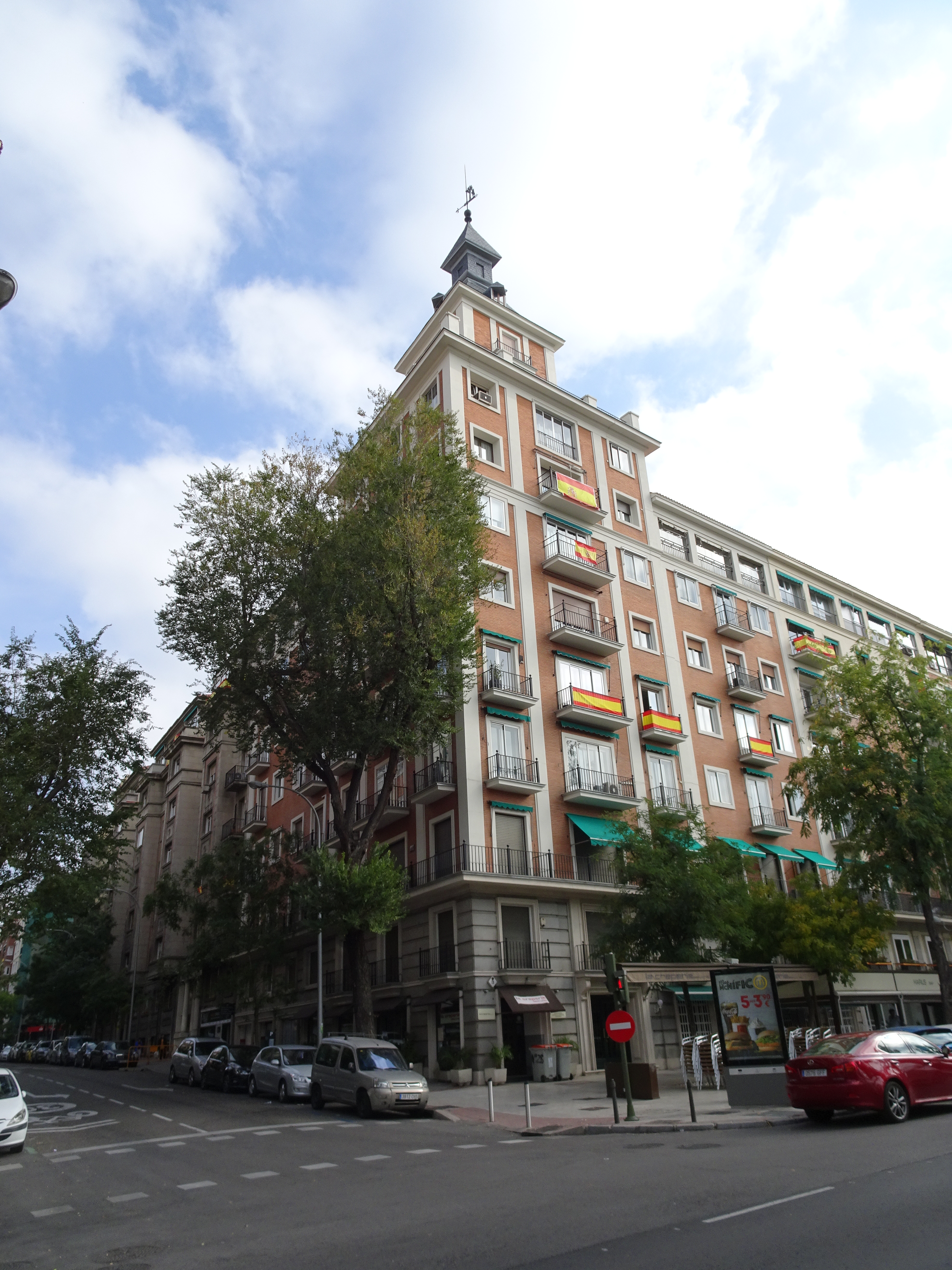
Núms. 26 y 28
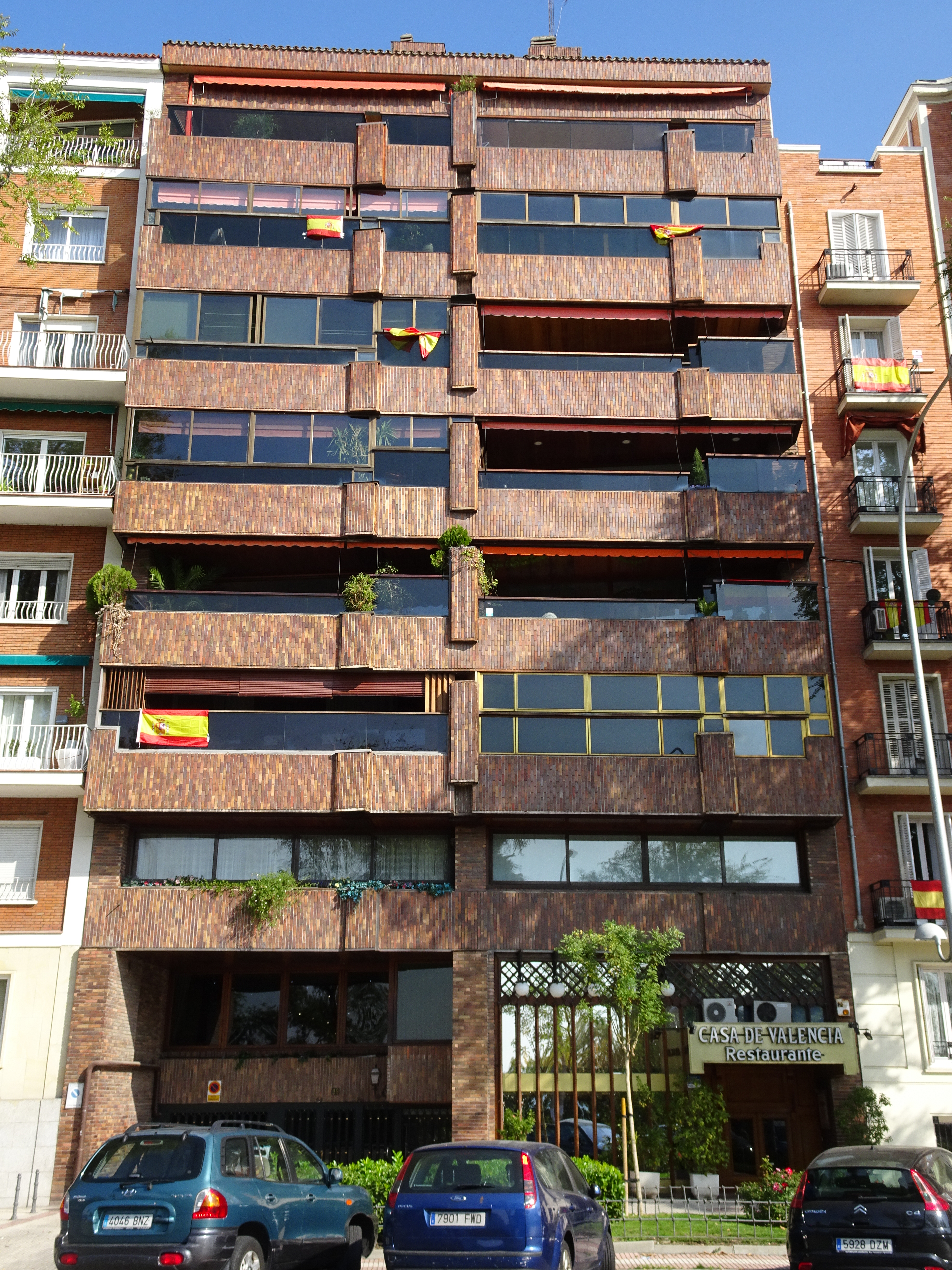
Casa de Valencia, en el n.º 58
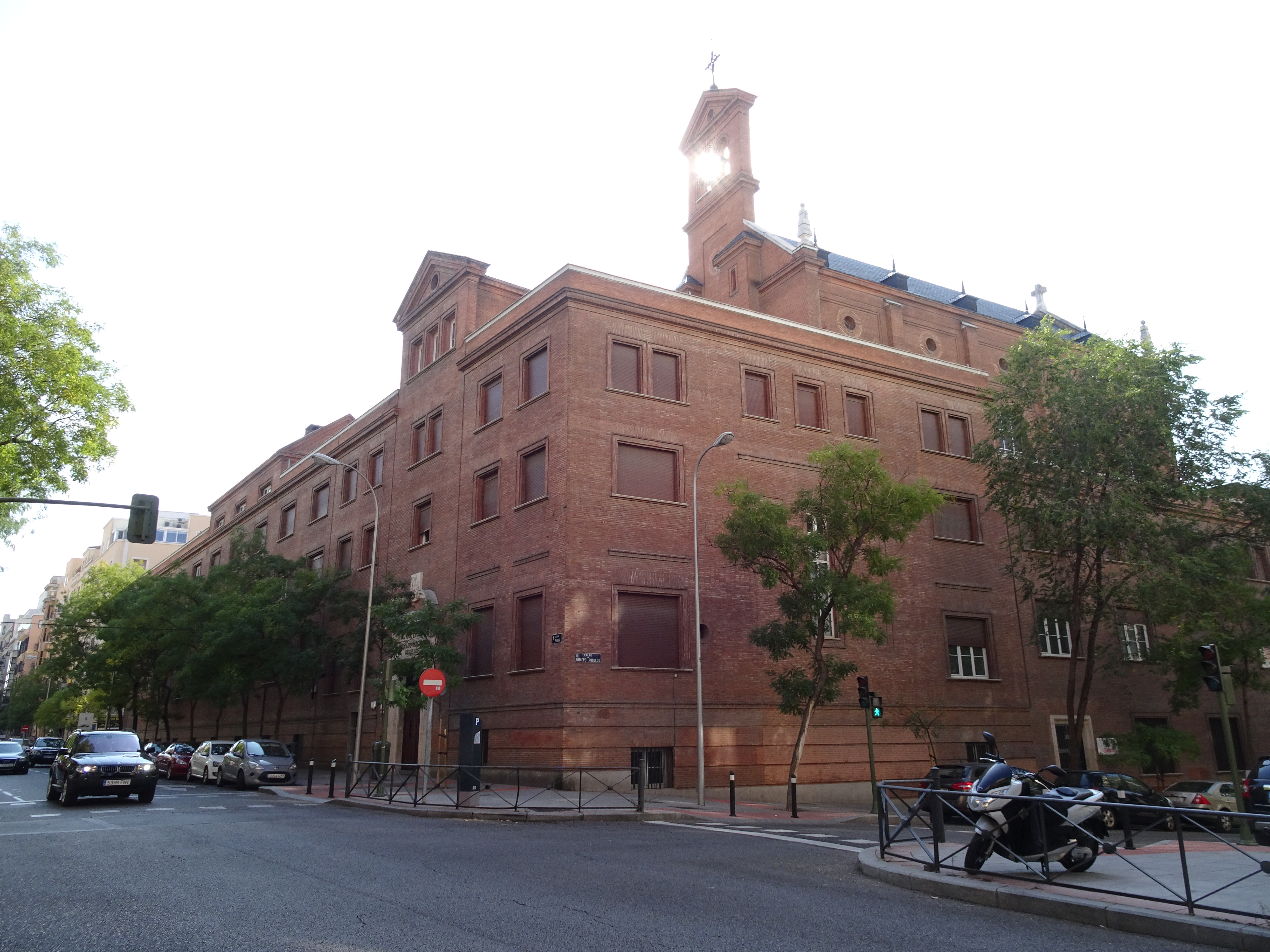
Colegio Sagrado Corazón, en el n.º 62
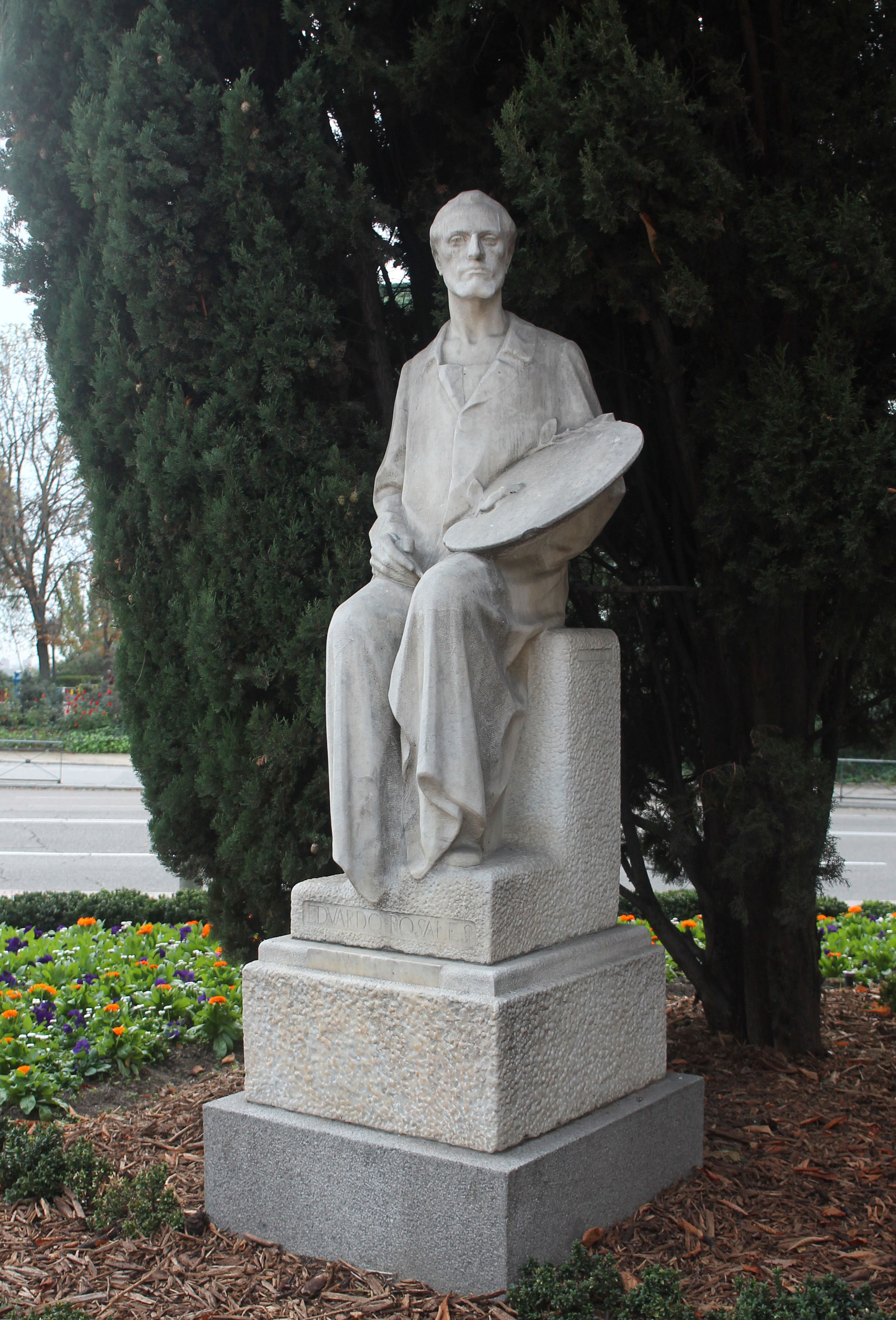
Monumento al Pintor Rosales
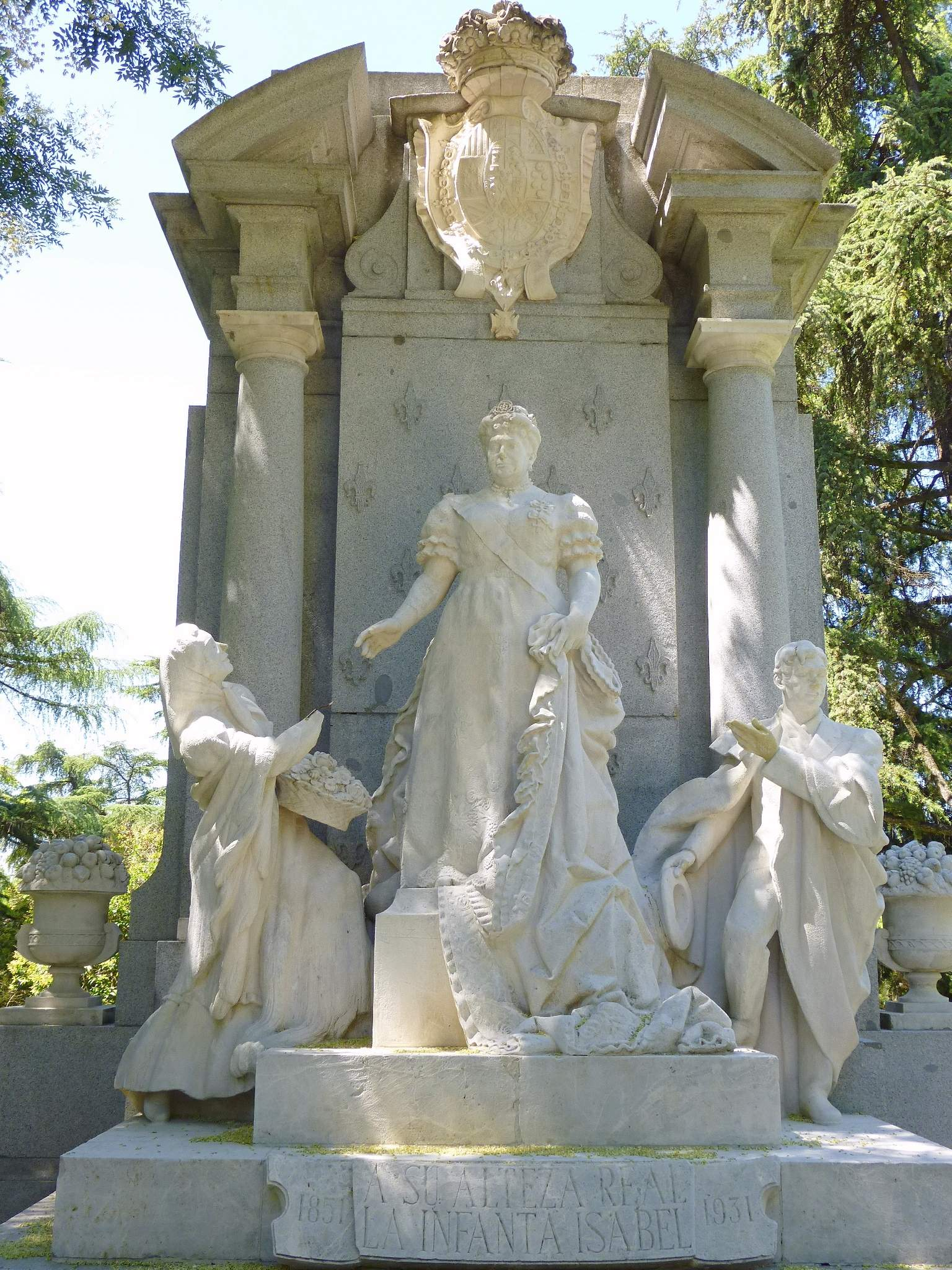
Monumento a la Infanta Isabel de Borbón